# Santo Domingo Tomaltepec
Santo Domingo Tomaltepec là một đô thị thuộc bang Oaxaca, México. Năm 2005, dân số của đô thị này là 2303 người.